# Otmar Herges
Otmar Herges (* 1944 in Saarbrücken) ist ein deutscher Diplom-Kameramann, Schuhmachermeister, Maler und Autor.

## Leben
Otmar Herges lernte in der Herges Schuhmanufaktur, dem Betrieb seines Vaters, als Orthopädie-Schuhmacher und arbeitete einige Jahre als Geselle im väterlichen Betrieb. Während dieser Zeit holte er am Abendgymnasium das Abitur nach und studierte ab 1967 Kameraführung an der Filmakademie Wien. Er schloss mit einem Diplom ab und arbeitete anschließend als Kameraassistent für das ZDF in Hamburg. Gleichzeitig veröffentlichte er einige Kurzkrimis in Zeitschriften. Als die Jobs für freie Kameramänner in Hamburg rarer wurden, kehrte er nach Saarbrücken zurück. Er legte die Meisterprüfung als Schuhmacher ab und übernahm ab 1980 den väterlichen Betrieb. Dort führte er zusammen mit seinem Sohn Johannes spezielle Maßanfertigungen ein, die sich gut verkauften.
Zunächst rein hobbymäßig beschäftigte er sich Anfang der 1980er mit der Aquarellmalerei, gewann überraschend einen Preis der Stadt Sarreguemines und hatte Ausstellungen im Püttlinger Schlösschen und der Galerie Neuheisel. Auch als Fotokünstler erwarb er sich einen Namen und leitete mehrere Jahre zusammen mit seiner Ehefrau Karin eine Galerie.
Herges Schuhmanufaktur wird seit 2008 in der dritten Generation von Johannes Herges geleitet. Otmar Herges zog sich aus dem Betrieb zurück und veröffentlichte 2014 im österreichischen Novum-Verlag die Kurzkrimisammlung Shit happens – Crime Stories.

## Werke
- Shit happens. Neckenmarkt: Novum Pro 2014. ISBN 3-99038-212-8